# André Jolivet
André Jolivet (Parigi, 8 agosto 1905 – Parigi, 20 dicembre 1974) è stato un compositore francese.

## Biografia
Nato a Parigi in una famiglia di artisti, Jolivet studiò violoncello, e in seguito composizione con Paul Le Flem, con il quale si concentrò sullo studio dell'armonia e del contrappunto.

Iniziò ad interessarsi all'atonalità dopo aver sentito in concerto le musiche di Arnold Schönberg, e su raccomandazione di Paul Le Flem divenne il solo studente europeo di Edgard Varèse, con il quale approfondì le sue conoscenze riguardanti l'acustica musicale, i sistemi di composizione atonali e l'orchestrazione.
Nel 1936 Jolivet, assieme ai compositori Olivier Messiaen, Daniel Lesur e Yves Baudrier, fondò il gruppo "La jeune France", con il quale promosse manifestazioni dedicate alla nuova musica. Fin da allora cominciò a rivelarsi quella che sarebbe rimasta la sua filosofia compositiva, ovvero l'idea di restituire alla musica il suo significato arcaico, quando essa era legata a fenomeni esoterici o religiosi, ritrovando così un lato emozionale strettamente collegato con l'aspetto rituale.
Nel 1945 pubblicò un articolo dove dichiarava che "la vera musica francese non deve niente a Stravinskij, sebbene Stravinskij stesso fu interessato ai temi del rituale in musica; questa presa di posizione fu dettata dal rifiuto del neoclassicismo in favore di uno stile compositivo meno accademico, e maggiormente collegato con la sfera spirituale.
Nel frattempo la musica di Jolivet si era allontanata dall'atonalità per riprendere un colore più lirico, spesso decisamente modale; la sua Prima sonata per pianoforte, composta nel 1945, mostra invece un tentativo di unire entrambi gli universi compositivi.
Mettendo a frutto una sua giovanile passione (fin da giovanissimo era stato attratto dal teatro), divenne direttore musicale presso la Comédie-Française, dove rimase dal 1945 al 1959, componendo numerose musiche di scena per le pièces di Molière, Jean Racine, Sofocle e Paul Claudel. Continuò comunque a comporre lavori musicali destinati alle sale da concerto, spesso ispirati dai suoi frequenti viaggi attorno al mondo (utilizzò infatti testi e musiche provenienti dall'Egitto, dal Medio Oriente, dall'Africa e dall'Asia).
Negli anni cinquanta e sessanta André Jolivet compose numerosi concerti solistici con orchestra per strumenti quali la tromba, il pianoforte, il flauto, l'arpa, il fagotto, il violoncello e le percussioni; questi lavori denotano tutti un uso virtuosistico degli strumenti solistici.
Fu anche uno dei pochi compositori che scrissero per le Ondes Martenot, uno strumento elettronico a tastiera inventato in Francia nel 1928 da Maurice Martenot.
Jolivet fondò il "Centre Français d'Humanisme Musical" nel 1959 a Aix-en-Provence, e nel 1965 fu nominato docente di composizione al Conservatorio di Parigi.
Morì nella sua città natale nel 1974, lasciando incompiuta la sua opera "Bogomilé ou Le lieutenant perdu".

## Opere scelte

### Strumento solo
- Cinq Incantations per flauto (1936)
- Mana, sei brani per pianoforte (1935)
- 2 Sonate per pianoforte (1945, 1957)
- Mandala per organo
- Deux etudes de concert per chitarra (1963)
- Tombeau de Robert Devisée per chitarra (1972)

### Musica da camera
- 12 Inventions per 12 strumenti
- Andante and adagio per archi
- Chant de Linos per flauto e pianoforte (1944)
- Chant de Linos per flauto, violino, viola, violoncello e arpa (1945)
- Cérémonial, omaggio a Varèse per sei percussionisti
- Pastorales de Noël per flauto, fagotto e arpa (1943)
- Quartetto d'archi (1934)
- Rhapsodie à sept per sette strumenti
- Sérénade per due chitarre (1956)
- Sonate per flauto e pianoforte (1958)
- Sonatine per flauto e clarinetto (1961)
- Sonatine per oboe e fagotto
- Suite Delphique per 12 strumenti
- Suite en concert per flauto e percussioni
- Suite en concert per violoncello (1965)
- Ascèses per clarinetto o flauto in sol (1967)

### Concerti solistici
- Concerto per Ondes Martenot e orchestra (1947)
- Concertino per tromba, orchestra d'archi e pianoforte (1948)
- Concerto per flauto e archi (1950)
- Concerto per arpa e orchestra da camera (1952)
- Concerto per fagotto,  orchestra d'archi, arpa e pianoforte (1954)
- Concerto per tromba e orchestra (1954)
- 2 concerti per violoncello e orchestra (1962 e 1966)
- Suite en concert. Deuxième concerto pour flûte per flauto e percussioni (1965)
- Concerto per pianoforte e orchestra
- Concerto per Percussioni e orchestra
- Concerto per violino e orchestra (1972)

### Musica orchestrale
- Danse incantatoire (1936)
- Cosmogonie (1938)
- Cinq Danses rituelles (1939)
- Suite delphique per strumenti a fiato, arpa, Ondes Martenot e percussioni (1943)
- 3 Sinfonie (1954, 1959 e 1964)
- Sinfonia per archi (1961)

### Musica vocale
- Poèmes pour l'enfant per voce e 11 strumenti (1937)
- Les Trois Complaintes du soldat per voce e orchestra (1940)
- Suite liturgique per voce, oboe, violoncello e arpa (1942)
- Épithalame per coro a 12 voci (1956 diretta da Marcel Couraud al Teatro La Fenice di Venezia)
- Songe à nouveau rêvé, concerto per soprano e orchestra

### Musica sacra

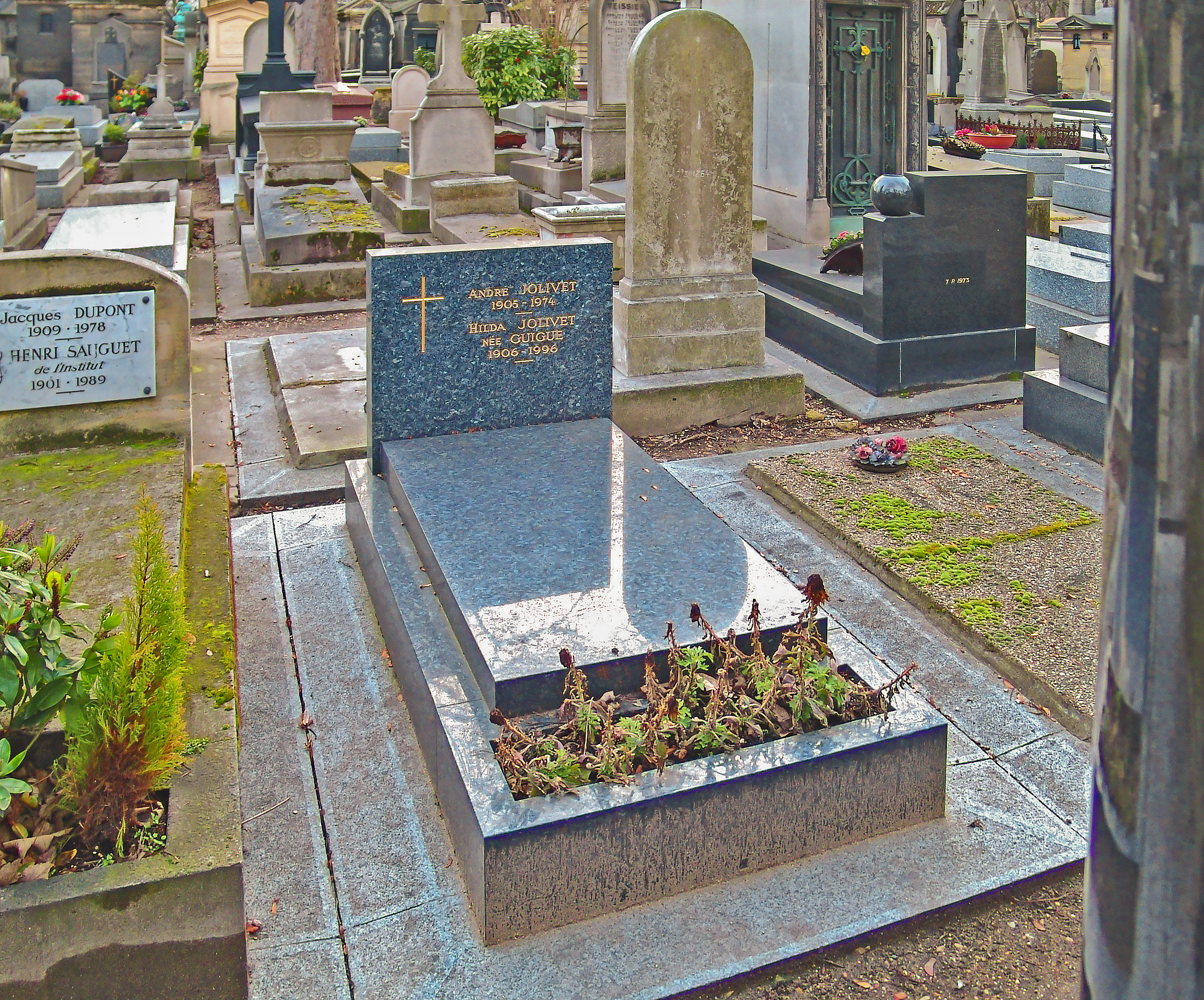
Tomba

- La vérité de Jeanne, oratorio
- Messe Uxor tua
- Messe pour le jour de la paix

### Balletti
- Ariadne
- Ballet des étoiles
- Guignol et Pandore (1944 al Palais Garnier di Parigi con Serge Lifar e Roland Petit)
- L'inconnue (1950 al Palais Garnier con Tamara Toumanova e Lifar)
- Les Quatre Vérités
- Marines

### Opere liriche
- Antigone
- Dolorès ou Le miracle de la femme laide (1942)
- Bogomilé ou Le lieutenant perdu (incompiuta)

## Filmografia
- Sedotta (Le Vrai Coupable), regia di Pierre Thévenard (1951)